# بريندون ناصر
بريندون ناصر (بالإنجليزية: Brendon Nasser)‏ هو لاعب اتحاد الرغبي أسترالي، ولد في 6 يونيو 1964 في بريزبان في أستراليا.

## وصلات خارجية
- بريندون ناصر عل موقع إسبنسكروم (الإنجليزية)